# بوتي ترو دو نيب
بوتي ترو دو نيب (بالفرنسية: Petit-Trou-de-Nippes)‏ هي بلدية من بلديات هايتي. بلغ عدد سكانها حسب إحصاء سنة 2003 ما مجموعه 36,143 نسمة. في 14 أغسطس 2021، ضرب المنطقة زلزال قوي بلغت شدته 7.2 على مقياس ريختر.